# The Peanut Butter Falcon
The Peanut Butter Falcon (La familia que tú eliges en España) es una película estadounidense de aventura y drama de 2019 dirigida y escrita por Tyler Nilson y Michael Schwartz, y protagonizada por Zack Gottsagen, Shia LaBeouf, Dakota Johnson y Bruce Dern. 
La película tuvo su estreno mundial en South by Southwest el 9 de marzo de 2019, y Roadside Attractions le dio un estreno teatral limitado en los Estados Unidos el 9 de agosto de 2019. La película se convirtió en un Sleeper hit, con una ganancia bruta de más de $20 millones, lo que la convierte en la película independiente más taquillera de ese año.

## Argumento
Zak, un joven de 22 años con síndrome de Down, vive en una casa de retiro en Carolina del Norte, donde Eleanor lo cuida. Sueña con convertirse en luchador profesional y asistir a la escuela de lucha de su héroe, el Salt Water Redneck, cuyos vídeos mira obsesivamente. Después de un intento fallido de escape, Zak sale a escondidas de la casa a altas horas de la noche con la ayuda de su compañero de cuarto, Carl. Se guarda en un pequeño bote de pesca para pasar la noche.
Tyler, un ladrón y pescador con problemas, no puede vender sus cangrejos robados en la cabaña de cangrejos local porque no tiene una licencia. Después de una confrontación con los cangrejos, quema equipos por valor de $ 12,000 en los muelles y es perseguido por los malvados indignados Duncan y Ratboy. Tyler escapa en su viejo barco, en el que Zak se esconde. Descubre a Zak a bordo e intenta dejarlo atrás una vez que llegan a la orilla. Sin embargo, él es testigo de un Zak de 13 años intimidando para saltar en el agua, a pesar de que no puede nadar. Tyler interviene y permite que Zak vaya con él, y acepta acompañar a Zak a la escuela de lucha en el camino a su destino final en Florida.
Duncan y Ratboy corrieron la voz en su búsqueda continua de Tyler, mientras Eleanor busca a Zak. Eleanor y Tyler se cruzan en una tienda de conveniencia, donde Tyler niega haber visto a Zak. Durante sus viajes, Tyler le enseña a Zak a nadar y disparar un arma, y alienta su confianza en sí mismo. Durante un cruce del río, casi son golpeados por un bote que pasa, y se encuentran con un religioso ciego, que bautiza a Zak y les da suministros para hacer una balsa para completar su viaje río abajo. Celebran esa noche emborrachándose en la playa, y Zak inventa un personaje de lucha libre para él: el halcón de mantequilla de maní. La pareja había estado comiendo mantequilla de maní ampliamente porque era el único artículo de supermercado que era asequible. 
A la mañana siguiente, Eleanor descubre su campamento e intenta persuadir a Zak para que vuelva con ella. Tyler la convence de que los acompañe en su viaje, lo que ella acepta hacer con la condición de que regresen a la casa después de llegar a la escuela de lucha libre. Navegan los Bancos Externos de Carolina del Norte, y Tyler y Eleanor discuten sobre cuánta libertad debería tener Zak. Esa noche, mientras se refugian en una cabaña junto al mar, Duncan y Ratboy queman su balsa y amenazan con dispararle a Tyler. Zak usa la escopeta de Tyler para defender a sus amigos.
Los tres llegan a la ciudad de la escuela de lucha libre y buscan la casa de Salt Water Redneck. Descubren que la escuela ha estado cerrada por más de una década y el Redneck, ahora conocido como Clint, ya no es un luchador. Zak está decepcionado, pero le da la mano a Clint y se van. Eleanor se entera de que Zak será transferido a un hogar de recuperación para drogadictos a su regreso, mientras que Tyler quiere que Eleanor lo acompañe a Florida. Clint se les acerca, ahora vestido como el Redneck de agua salada. Conmovido por el discurso anterior de Tyler, acepta tomar a Zak como protegido.
Clint entrena a Zak y lo prepara para una pelea organizada contra un amigo, Sam. Eleanor, alarmada por la violencia en exhibición, no quiere que Zak participe. Tyler y Eleanor se besan, pero él usa el momento para esposarla al volante para evitar que intervenga. Un nervioso Zak juega con la multitud cuando entra al ring, y Sam, envidioso de la recepción de Zak, no pelea limpio. Al ver a Duncan y Ratboy en la multitud, Eleanor se libera e intenta advertir a Tyler cuando Zak supera su miedo y arroja a Sam del ring, ganando la pelea. Duncan golpea a Tyler con una llanta de hierro, dejándolo inconsciente cuando termina la pelea.
En el hospital, Zak y Eleanor esperan mientras atienden a Tyler. Eleanor, Zak y el vendado Tyler conducen a Florida.

## Reparto
- Shia LaBeouf como Tyler.
- Dakota Johnson como Eleanor.
- Bruce Dern como Carl.
- Zachary Gottsagen como Zak.
- John Hawkes como Duncan.
- Jon Bernthal como Mark.
- Thomas Haden Church como Clint / Redneck.
- Mick Foley como Jacob, el árbitro del combate de lucha de Zak y Sam.
- Jake Roberts como Sam.
- Yelawolf como Ratboy.

## Producción
La película es un recuento moderno de la historia de Huckleberry Finn, que toma el propio deseo de Gottsagen de ser actor y lo convierte en una búsqueda para convertirse en luchador. Nilson y Schwartz conocieron a Zack Gottsagen por primera vez en un campamento para actores con discapacidades en 2011, en Venecia, California, y expresó interés en que hicieran una película con él. Después de filmar un video de prueba de concepto de $20,000, el dúo recibió fondos para una película protagonizada por Gottsagen. El proyecto se anunció oficialmente en junio de 2017, con Shia LaBeouf, Dakota Johnson y Bruce Dern también protagonizando. En julio de 2017, la producción comenzó en Georgia. Más tarde ese mes, John Hawkes, Jon Bernthal y Thomas Haden Church se agregaron al elenco, con los luchadores profesionales Mick Foley y Jake Roberts y el rapero Yelawolf haciendo apariciones en la película.

## Música
Schwartz y Nilson querían tocar la música que los inspiró mientras escribían, y en el set usaron un boombox para tocar la misma música antes de realizar una escena. La banda sonora reúne bluegrass, canciones populares y espirituales, para una mezcla de lo contemporáneo y lo atemporal. La banda sonora contiene música original compuesta por Zach Dawes, Jonathan Sadoff de Thenewno2 y Noam Pikelny y Gabe Witcher de Punch Brothers, así como canciones nuevas y clásicas de Sara Watkins, Chance McCoy de Old Crow Medicine Show, Gregory Alan Isakov, Ola Belle Reed y The Staple Singers. Se sorprendieron de poder asegurar los derechos de muchas de las canciones que usaron a una fracción del costo que esperaban.

## Estreno
La película tuvo su estreno mundial en el festival South by Southwest el 9 de marzo de 2019. Poco después, Roadside Attractions adquirió los derechos de distribución de la película y la fijó para su estreno el 9 de agosto de 2019.

## Recepción

### Taquilla
En el fin de semana de su estreno la película recaudó $205 200 en 17 salas. El estudio notificó que el filme fue número uno en más de la mitad de las salas donde fue proyectado, incluyendo una de las más grandes en Salt Lake City. Además de Los Ángeles, Dallas, Charlotte, Denver y Austin con varias salas agotadas. El filme llegó el 23 de agosto hasta 991 salas, y recaudó la cifra de $3 millones el fin de semana, ubicándose en el puesto nº 12. Finalmente, se convirtió en un sleeper hit, llegando hasta 1249 cines y obteniendo nuevamente $3 millones, al igual que 1.1 millones de dólares en el Labor Day. El filme obtuvo $ 115 420 en su undécima semana de estreno, alcanzando la marca de los 20 millones de dólares y se convirtió en la película independiente con mayor taquilla del año 2019.

### Críticas
En Rotten Tomatoes, la película tiene una calificación de aprobación del 96% basada en 178 reseñas, con una calificación promedio de 7.51 / 10. El consenso crítico del sitio web dice: "Una buena aventura hecha realidad por actuaciones sobresalientes, The Peanut Butter Falcon encuentra una rica resonancia moderna en la ficción clásica estadounidense". En Metacritic, la película tiene una puntuación promedio ponderada de 70 de 100, basado en 26 críticos, indicando "críticas generalmente favorables". El público encuestado por CinemaScore le dio a la película una calificación promedio rara de "A +", mientras que aquellos en PostTrak le dieron un promedio de 4.5 de 5 estrellas y un 62% "definitivo recomendar".
Peter Debruge de Variety elogió las actuaciones y dijo: "En Gottsagen, tenemos un intérprete que parece estar interpretando una versión seria y sin filtro de sí mismo, mientras que en LaBeouf hay capas en juego. Curiosamente, ambos enfoques resultan en una especie de imprevisibilidad espontánea". Llamó a la película "un nicho independiente para sentirse bien con sus prioridades en el lugar correcto". Sheri Linden de The Hollywood Reporter escribió: "La sensibilidad [de Gottsagen] infunde a la fábula moderna con una franqueza atractiva. Pero lo inequívoco el material a menudo se pega cerca de la superficie, y la película construida a su alrededor, a pesar de su barrido físico, puede sentirse restringida por la evidencia".

### Reconocimientos
La película obtuvo 21 premios, entre los que se encuentran:
- Narrative Spotlight Audience Award en South by Southwest.[21]
- Audience Award for Narrative Feature y Best Narrative Feature en el Nantucket Film Festival.[22]
- Truly Moving Picture Award de Heartland Film.[23]
- Audience Choice Award para la película y Outstanding Debut Performance para Zack Gottsagen en el Crested Butted Film Festival.[24]
- Audience Award en el Deauville Film Festival.[25]
- Rising Star Award para Zack Gottsagen en el Festival Internacional de Cine de Palm Springs.[16]
- Newcomer Award para Zack Gottsagen por la Hollywood Critics Association.[26]